# Nikolaus von Nauen
Nikolaus von Nauen († Ende 1253 vermutlich Riga) war ein Prämonstratenser und vierter Bischof von Riga.

## Leben
Er war vermutlich ein Sohn des Magdeburger Schultheißen Heinrich von Nauen. Um 1225 war er im Prämonstratensischen Stift „Unserer Lieben Frauen“ in Magdeburg. Das Domkapitel von Riga, welches zum selben Orden gehörte, wählte ihn etwa 1229 zum Bischof.
1231 bestätigte Papst Gregor IX. seine Wahl nachdem Albert Suerbeer ebenfalls die Bischofswürde beansprucht hatte.
Er erneuerte den Krieg gegen die Kuren und Semgaler und vergrößerte das Gebiet des Bistums Rigas. Nach der Niederlage des Schwertbrüderordens in der Schlacht von Schaulen 1236 unterstützte er die Bittschrift zur Vereinigung des Schwertordens mit dem Deutschen Orden. Mit dessen Hilfe festigte er seine Machtposition. 1248 taufte Nikolaus den litauischen Fürsten Tautwil von Polozk, welcher gegen seinen Oberherren Mindaugas rebellierte. 1251 wurde die Diözese Semgallen der Kirchenprovinz und späterem Erzbistum Riga angegliedert.
Noch während des Konzils von Lyon war sein Rivale Albert Suerbeer 1245 zum Erzbischof der neugeschaffenen preußisch-livländischen Kirchenprovinz ernannt worden.
Nachdem der Deutsche Orden verhindert hatte, dass sich Albert als Sitz seines zukünftigen Erzbistums eines der freien preußischen Bistümer im Ordensland wählte, wurde Riga für den Zeitpunkt von Nauens Ausscheiden zu Alberts Kathedralsitz bestimmt. Doch Nauen blieb bis zu seinem Tod in Riga im Amt.

In der Herrschaftszeit des Nikolaus von Nauen kamen Dominikanische und Franziskanische Bettelmönche als Missionare nach Riga.
Nikolaus von Nauen starb 1253. Als Nachfolger war bereits 1245 Albert Suerbeer bestimmt worden.
| Vorgänger   | Amt                        | Nachfolger   |
| ----------- | -------------------------- | ------------ |
| Albrecht I. | Bischof von Riga 1229–1253 | Albrecht II. |